# María Pía y Timoteo
María Pía y Timoteo fue un programa de televisión infantil peruano transmitido por el canal América Televisión entre los años 2000 a 2006 en reemplazo de lo que fue Karina y Timoteo. Fue elegido como el «mejor programa infantil de 2005» según la revista Gente.

## Historia

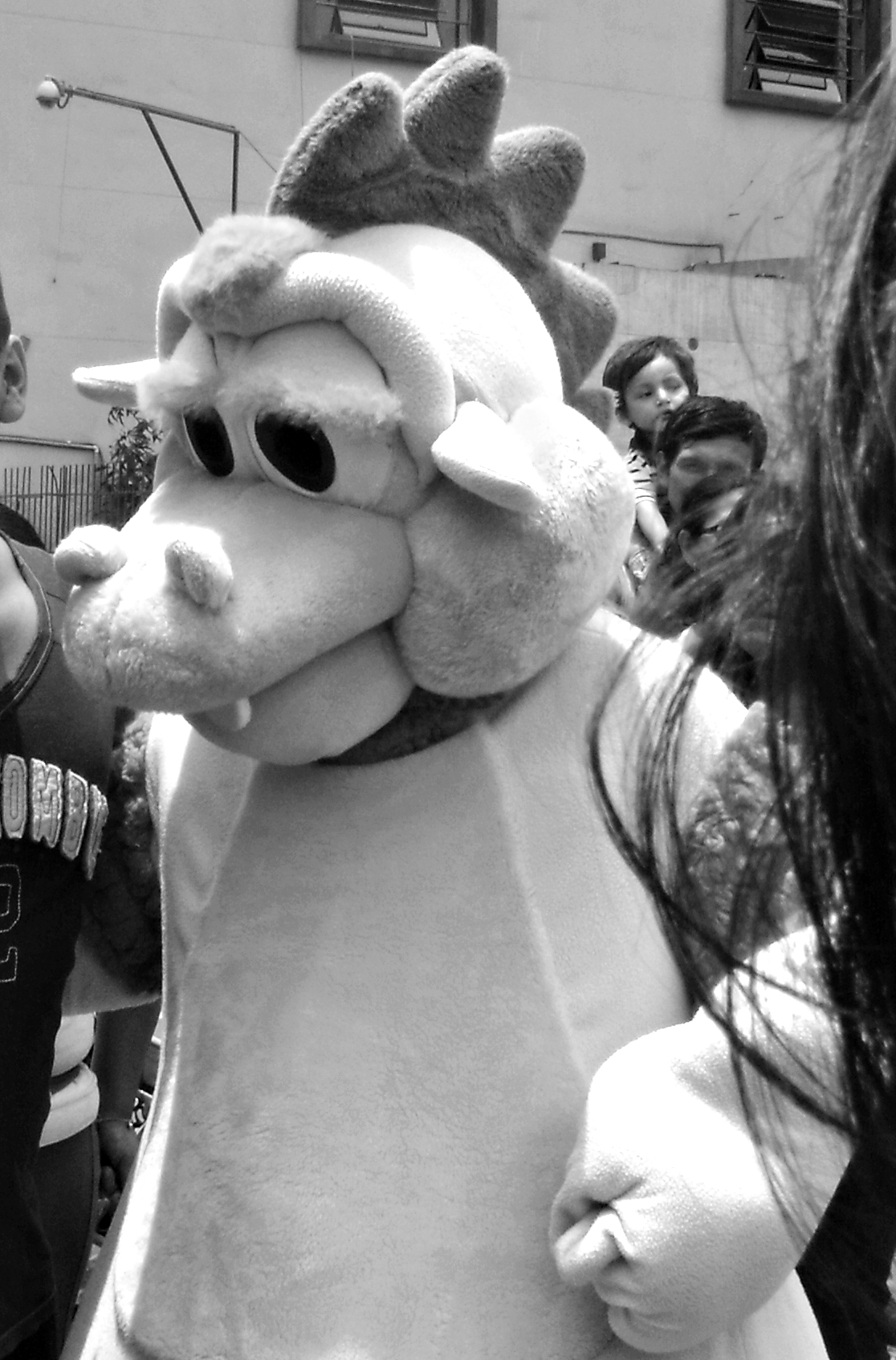
El dragón Timoteo.

El 31 de julio de 1999, Karina Rivera dejó la conducción del programa Karina y Timoteo por su segundo embarazo. El 14 de agosto del mismo año se presentó a su propuesto reemplazo temporal, María Pía Copello (hermana de la cantante Anna Carina y anteriormente cíndelas de Nubeluz entre 1993 y 1995).Durante siete meses (entre agosto de 1999 y febrero de 2000) el programa conservó su nombre original. 
En marzo de 2000, María Pía y Timoteo inician la conducción del nuevo programa infantil debido al cese del contrato de Karina Rivera con América Televisión meses antes.En ese espacio emitido los sábados (temporadas 2000-2004) y posteriormente también domingos (temporadas 2005-2006), hubo nuevas canciones, secuencias de baile con los hits musicales de los años 90 y 2000 (principalmente en las temporadas 2002-2003), secuencias de magia, experimentos y varios cantantes y agrupaciones que eran invitados.Para las secuencias de magia y experimentos del programa se agregaron nuevos personajes: el mago Giorhini (cuyo nombre real era José Rotstain Helfman, fallecido en 2014) y el profesor Otto, interpretado por Jorge Bustamante (quien también interpretaba al payaso Plumilla junto a los payasos Charolito y Chuchurro). 
Entre julio de 2001 y mayo de 2002, en reemplazo de El show del Chavo (1996-2000), la dupla condujo un nuevo programa llamado El Show de la Refurinfunflay que era transmitido de lunes a viernes, en el cual se emitían programas humorísticos y animes japoneses (algunos de ellos de su antecesor Karina y Timoteo): He-Man, Dragon Ball, El Chapulín Colorado, Dragon Ball Z, Los Thundercats, Mortal Kombat, Dragon Ball GT, Súper Mario Bros, Digimon, Sakura Card Captor, entre otros.
En 2006 el programa se renombró como De la Re con María Pía y Timoteo y fue el último año de María Pía junto al muñeco dragón tanto en la televisión como en el circo de Fiestas Patrias.La dupla se despidió de las pantallas en su último programa el domingo 31 de diciembrey el dragón anfitrión volvería con el personaje del profesor Otto en el mes de abril del año siguiente en su nuevo programa La casa de Timoteo.

## Elenco

### Presentadores
- María Pía Copello
- Ricardo Bonilla «Timoteo»

### Elenco de niños
- Carolina Grillo (2000-2006)
- Priscila Guerrero
- Lisette Martell
- Mariell Ramírez
- Nataniel Sánchez (2001-2005)
- Dannya Bahamonde (2001-2006)
- Nataly Arriaga
- Kantú Lentz
- Norma Copaira
- Valeria Aparicio
- Bryan Vidaurre
- Frank McBride
- Nahuel Carbajal
- Junior Gálvez
- Kevin Alberca (2005-2006)

## Discografía
| Canción                        | Compositores                   |
| ------------------------------ | ------------------------------ |
| María Pía y Timoteo            | Edmundo Delgado                |
| El show de la refurinfunflay   | Anna Carina Copello            |
| Casamiento en el zoológico (*) | Daniel García y Mario Schajris |
| El semáforo                    | Anna Carina Copello            |
| Mundo mágico                   | Edmundo Delgado                |
| Me voy al agua (*)             | Daniel García y Mario Schajris |
| La jerga                       | Edmundo Delgado                |
| Hay que reír                   | Paco Zambrano                  |
| Timoteo súper héroe            | Edmundo Delgado                |
| María Pía                      | Edmundo Delgado                |
| Cumbia del colegio             | Edmundo Delgado                |
| Compartir                      | Anna Carina Copello            |
| Cumpleaños feliz               | Edmundo Delgado                |
| Hasta mañana                   | Anna Carina Copello            |

* Estas canciones fueron interpretadas por Karina Rivera y Timoteo en las últimas temporadas (1998-1999) del programa Karina y Timoteo.
| Canción               | Compositor          |
| --------------------- | ------------------- |
| Que empiece la fiesta | Anna Carina Copello |
| Las vacaciones        | Anna Carina Copello |
| El glotón             | Anna Carina Copello |
| Los deportes          | Anna Carina Copello |
| Mi familia            | Elías Ponce         |
| Toc, toc, toc         | Anna Carina Copello |
| Los colores           | Anna Carina Copello |
| Feliz cumpleaños      | Anna Carina Copello |
| A soñar               | Anna Carina Copello |

## Temporadas
| Temporada | Temporada | Episodios | Episodios | Emisión original    | Emisión original        |
| Temporada | Temporada | Episodios | Episodios | Primera emisión     | Última emisión          |
| --------- | --------- | --------- | --------- | ------------------- | ----------------------- |
|           | 1         | —         | —         | 4 de marzo de 2000  | 31 de diciembre de 2000 |
|           | 2         | —         | —         | 6 de enero de 2001  | 30 de diciembre de 2001 |
|           | 3         | —         | —         | 5 de enero de 2002  | 29 de diciembre de 2002 |
|           | 4         | —         | —         | 4 de enero de 2003  | 28 de diciembre de 2003 |
|           | 5         | —         | —         | 3 de enero de 2004  | 26 de diciembre de 2004 |
|           | 6         | —         | —         | 29 de enero de 2005 | 25 de diciembre de 2005 |
|           | 7         | —         | —         | 7 de enero de 2006  | 31 de diciembre de 2006 |

## Controversias
Tras la conclusión del programa, los personajes dejaron de participar en conjunto. Según el coreógrafo del programa, Arturo Chumbe, tuvo que asumir el personaje de Timoteo reemplazando a Ricardo Bonilla en las secuencias de baile con o sin el disfraz porque «ya todo el mundo sabe que María Pía y Timoteo se odiaban, era la verdad».
En mayo de 2022, en una entrevista por internet, la actriz Nataniel Sánchez reveló que la conductora María Pía Copello le gritó cuando apenas tenía 10 años. Según lo revelado por Sánchez, María Pía la presionó con la voz alta durante los ensayos coreográficos del programa cuando la actriz pertenecía al elenco de baile. Tras la revelación de Nataniel Sánchez, María Pía se comunicó con el programa Amor y fuego de Willax Televisión en donde desmintió lo revelado por la actriz.

## Reencuentro
El 13 de febrero de 2023, a 28 años de la aparición de Timoteo en América Televisión, el muñeco dragón visita a María Pía en su programa Mande quien mande que conduce junto a Carlos Vílchez «la Carlota», reencontrándose 16 años después de su último programa y bailan su recordado tema «El semáforo» acompañados de un elenco de baile.